# 講談社Birth
講談社Birth（こうだんしゃバース）は、講談社文芸X出版部の文芸書レーベル。2009年5月刊行開始。原稿用紙換算200枚から400枚の長編小説を毎月募集し、最終選考通過作（受賞作）を刊行した。カバーアートも募集しており、刊行作品の表紙にはカバーアート部門の最終選考通過者のイラストが主に使われた。応募者は20代まで（29歳まで）に限られていた。出版部長は蓬田勝。
小説・カバーアートの公募は2008年末より2011年5月末まで全30回行なわれた。2009年5月より3年間で、小説・イラストを合わせて100人の新人を出すことを目標としていた

## 概要
文芸第三出版部系の文芸雑誌『ファウスト』が成功を収めたことから、対抗する形で2007年8月に刊行された『FICTION ZERO / NARRATIVE ZERO』を母体として創刊された。
小説・イラストの募集は2008年末に開始され、結果発表は2009年2月より毎月初めに公式サイト上で行なわれた。小説は原稿用紙換算で200〜400枚、イラストは3点1セットで募集していた。装丁はデザイナーの菊地信義が手掛けた。
毎月末が締め切りで、3週間ほどで1次選考通過作が発表され、締め切りの1ヶ月後には最終的な結果が発表されるという迅速さが特徴だった。1次選考通過作品・1次選考次点・それ以外の「気になる作品」には、編集部からのコメントが公式サイト上で公開された。
「イラスト部門」は、第11回募集分より「カバーアート部門」に変更され、「写真でもオブジェでもコラージュでもかまわない」とされた。

## 刊行リスト
| 刊行年月                            | 著者                          | タイトル                                          | 受賞回    | ISBN                   | カバーアート                  | 受賞回       |
| ----------------------------------- | ----------------------------- | ------------------------------------------------- | --------- | ---------------------- | ----------------------------- | ------------ |
| 2009年 5月                          | 松島健策                      | 逆さ                                              | 1         | ISBN 978-4-06-215486-4 | 竹谷嘉人（たけたに よしと）   | 1            |
| 2009年 5月                          | 神郷智也（かんざと ともや）   | 枯れゆく孤島の殺意                                | 1         | ISBN 978-4-06-215473-4 | 和田鳥太郎（わだ とりたろう） | 1            |
| 2009年 5月                          | 藤ノ木陵                      | 駒、玉のちりとなり                                | S         | ISBN 978-4-06-215474-1 | 日月沙絵（たちもり さえ）     |              |
| 2009年 5月                          | 蟻沢ナツ                      | 草 愛づる                                         | S         | ISBN 978-4-06-215472-7 | 壱                            |              |
| 6月                                 | 青葉奈々（あおば なな）       | P・K                                              | 2         | ISBN 978-4-06-282801-7 | タヤマ碧                      |              |
| 6月                                 | 三角みづ紀                    | 骨、家へかえる                                    | S         | ISBN 978-4-06-282802-4 | 虎硬（とらこ）                |              |
| 7月                                 | 猫澤靖（ねこざわ せい）       | エーテルの衝撃                                    | 2         | ISBN 978-4-06-282803-1 | 浅見喬                        | 3            |
| 7月                                 | 青柳碧人（あおやぎ あいと）   | 浜村渚の計算ノート                                | 3         | ISBN 978-4-06-282804-8 | 桐野壱（きりの はじめ）       | 第3回1次通過 |
| 8月                                 | 石平ひかり                    | すごろくごはん                                    | S         | ISBN 978-4-06-282805-5 | にしたか                      | 4            |
| 8月                                 | ひらたひろと                  | マスゲーム                                        | 4奨       | ISBN 978-4-06-282806-2 | 富岡二郎                      | 5            |
| 9月                                 | 岸穂花（きし ほのか）         | たい焼娘と逃亡志願者                              | 5         | ISBN 978-4-06-282807-9 | ホンダアキ子                  | 1            |
| 10月                                | 佐原一可（さはら いちか）     | 不確定性の彼女 She has Null falsifiability        | 6         | ISBN 978-4-06-282808-6 | 七生えり                      | 6            |
| 11月                                | 寒竹泉美（かんちく いずみ）   | 月野さんのギター                                  | 7         | ISBN 978-4-06-282809-3 | 房野聖（ぼうの さとし）       | 4            |
| 11月                                | 草間優紀（くさま ゆうき）     | トライアングル                                    | 7         | ISBN 978-4-06-282810-9 | いでたつひろ                  | 8            |
| 12月                                | 水島慶紀（みずしま よしき）   | 欲望チャッター                                    | 9         | ISBN 978-4-06-282811-6 | 荒谷武志                      |              |
| 2010年1月                           | 石川佑（いしかわ ゆう）       | 偽りの人々                                        | 9         | ISBN 978-4-06-282814-7 | 浅川慎一郎                    | 6            |
| 2月                                 | 辛島デイヴィッド              | 神村企画 The Making of the Next Kamimura          | 10        | ISBN 978-4-06-282815-4 | 山代政一                      | 10           |
| 2月                                 | 留永法子（とめなが のりこ）   | 僕に彼の愛の手を                                  | 7奨       | ISBN 978-4-06-282816-1 | 戯あひさ                      |              |
| 3月                                 | 長島芳明                      | 進駐軍がいた少年時代                              | 11        | ISBN 978-4-06-282817-8 | 岡村礼菜                      | 4            |
| 3月                                 | 村田りねん                    | ゆきあかり                                        | 11        | ISBN 978-4-06-282818-5 | トモ                          | 9            |
| 4月                                 | 玉澤介（たまざわ かい）       | 爆走! 芸人ドライブ                                | 12        | ISBN 978-4-06-282819-2 | ヤマ                          |              |
| 4月                                 | うえむらちか                  | ヤヌス                                            | S         | ISBN 978-4-06-282820-8 | 虎硬                          |              |
| 5月                                 | 青柳碧人                      | 千葉県立海中高校                                  | 【2作目】 | ISBN 978-4-06-282822-2 | とみー                        |              |
| 5月                                 | 桑野日向                      | セックスゲーム                                    | 13        | ISBN 978-4-06-282823-9 | 竹谷嘉人                      | 1            |
| 6月                                 | 高橋己詩（たかはし こうた）   | ちいさなこと                                      | 10奨      | ISBN 978-4-06-282821-5 | 紫音                          |              |
| 7月                                 | 青柳碧人                      | 浜村渚の計算ノート 2さつめ ふしぎの国の期末テスト | 【3作目】 | ISBN 978-4-06-282824-6 | 桐野壱                        | 第3回1次通過 |
| 7月                                 | 村上千晃                      | プリズム                                          | 15        | ISBN 978-4-06-282825-3 | 帯刀桃子                      |              |
| 8月                                 | 西藤潤                        | 覆面作家のため息                                  | 16        | ISBN 978-4-06-282826-0 | 久保いさこ                    | 14           |
| （毎月刊行されていたが、4か月中断） |                               |                                                   |           |                        |                               |              |
| 2011年1月                           | 七原七典（ななはら ななすけ） | 神の一球                                          | 20        | ISBN 978-4-06-282827-7 | 晴（はる）                    |              |
| 5月                                 | 青柳碧人                      | 浜村渚の計算ノート 3さつめ 浜村渚の水色コンパス   | 【4作目】 | ISBN 978-4-06-282828-4 | 桐野壱                        | 第3回1次通過 |

S：編集部スカウト作品
奨：奨励賞
第26回（2011年3月）受賞作、真生（しんせい）『まるで雪など降らなかったかのように』は2012年3月に講談社Birthレーベルではなく一般の書籍として講談社より刊行された。

## 小説部門受賞作
賞の特色である生年、応募時の年齢も付す。公式サイトでは「受賞作」と「最終選考通過作品」のどちらの表記も同じ意味で使われている。
| 回（発表年月）      | 受賞者                               | 年齢（生年）         | タイトル                                                                        | 刊行年月                                 |
| ------------------- | ------------------------------------ | -------------------- | ------------------------------------------------------------------------------- | ---------------------------------------- |
| 第1回（2009年2月）  | 松島健策                             | 23歳（1985年）       | ジェネレーションXI（『逆さ』に改題）                                            | 2009年5月                                |
| 第1回（2009年2月）  | 神郷智也                             | 22歳（1986年）       | エトリッヒ・タウベ（『枯れゆく孤島の殺意』に改題）                              | 2009年5月                                |
| 第2回（3月）        | 青葉奈々                             | 25歳（1983年）       | P・K                                                                            | 2009年6月                                |
| 第2回（3月）        | 猫澤靖                               | 26歳（1982年）       | エーテルの衝撃                                                                  | 2009年7月                                |
| 第3回（4月）        | 青柳碧人                             | 28歳（1980年）       | 浜村渚の計算ノート                                                              | 2009年7月                                |
| 第4回（5月）        | ひらたひろと 【奨励賞】              | 23歳（1985年）       | マスゲーム                                                                      | 2009年8月                                |
| 第5回（6月）        | 岸穂花                               | 20歳（1989年）       | たいやき娘と逃亡志願者                                                          | 2009年9月                                |
| 第6回（7月）        | 四方サハラ（佐原一可に改名）         | 25歳（1984年）       | Null Falsifiability（『不確定性の彼女 She has Null falsifiability』に改題）     | 2009年10月                               |
| 第7回（8月）        | 寒竹泉美                             | 29歳（1979年）       | 同時進行の恋（『月野さんのギター』に改題）                                      | 2009年11月                               |
| 第7回（8月）        | 一夕（草間優紀に改名）               | 20歳（1988年）       | トライアングル                                                                  | 2009年11月                               |
| 第7回（8月）        | 留永法子 【奨励賞】                  | 22歳（1986年）       | 闘争―夢使いと穴使いと真白き子供の真黒き二十歳―                                  | 受賞後に新作を書き下ろし、 2010年2月刊行 |
| 第8回（9月）        | 最終選考通過作品なし                 | 最終選考通過作品なし | 最終選考通過作品なし                                                            | 最終選考通過作品なし                     |
| 第9回（10月）       | 石川佑                               | 27歳（1981年）       | 虚報（『偽りの人々』に改題）                                                    | 2010年1月                                |
| 第9回（10月）       | 水島慶紀                             | 28歳（1981年）       | 欲望チャッター                                                                  | 2009年12月                               |
| 第10回（11月）      | 唐島日出刀（辛島デイヴィッドに改名） | 29歳（1979年）       | 神村企画 （DOWN IN INC.）（『神村企画 The Making of the Next Kamimura』に改題） | 2010年2月                                |
| 第10回（11月）      | 高橋己詩 【奨励賞】                  | 21歳（1988年）       | ちいさなこと                                                                    | 2010年6月                                |
| 第11回（12月）      | 長島芳明                             | 29歳（1980年）       | お父さんの少年時代（『進駐軍がいた少年時代』に改題）                            | 2010年3月                                |
| 第11回（12月）      | 村田りねん                           | 27歳（1982年）       | 雪あかりの町で（『ゆきあかり』に改題）                                          | 2010年3月                                |
| 第12回（2010年1月） | 玉澤介                               | 28歳（1981年）       | 晩春ドライブ（『爆走! 芸人ドライブ』に改題）                                    | 2010年4月                                |
| 第13回（2月）       | 嫩葉（桑野日向に改名）               | 17歳（1992年）       | セックスゲーム                                                                  | 2010年5月                                |
| 第14回（3月）       | 橘えり 【奨励賞】                    | 22歳                 | rimmel                                                                          | -                                        |
| 第15回（4月）       | 村上永弥（村上千晃に改名）           | 20歳（1989年）       | プリズム                                                                        | 2010年7月                                |
| 第16回（5月）       | 西藤潤                               | 27歳（1982年）       | ネーム×ネーム（『覆面作家のため息』に改題）                                     | 2010年8月                                |
| 第17回（6月）       | 月島南 【奨励賞】                    | 24歳                 | 涙の純度                                                                        | -                                        |
| 第18回（7月）       | 最終選考通過作品なし                 | 最終選考通過作品なし | 最終選考通過作品なし                                                            | 最終選考通過作品なし                     |
| 第19回（8月）       | 最終選考通過作品なし                 | 最終選考通過作品なし | 最終選考通過作品なし                                                            | 最終選考通過作品なし                     |
| 第20回（9月）       | 才動零神（七原七典に改名）           | 21歳（1989年）       | ソクラテスはお前一人じゃない（『神の一球』に改題）                              | 2011年1月                                |
| 第20回（9月）       | 原悠 【奨励賞】                      | 21歳                 | 独裁家族                                                                        | -                                        |
| 第21回（10月）      | 最終選考通過作品なし                 | 最終選考通過作品なし | 最終選考通過作品なし                                                            | 最終選考通過作品なし                     |
| 第22回（11月）      | 田中タロウ 【奨励賞】                | 29歳                 | 御園探偵                                                                        | -                                        |
| 第22回（11月）      | 永峯弥生子 【奨励賞】                | 29歳                 | あしたの産声                                                                    | -                                        |
| 第23回（12月）      | 最終選考通過作品なし                 | 最終選考通過作品なし | 最終選考通過作品なし                                                            | 最終選考通過作品なし                     |
| 第24回（2011年1月） | 最終選考通過作品なし                 | 最終選考通過作品なし | 最終選考通過作品なし                                                            | 最終選考通過作品なし                     |
| 第25回（2月）       | 須藤要 【奨励賞】                    | 27歳                 | メビウス・アイズ                                                                | -                                        |
| 第26回（3月）       | 真生（しんせい）                     | 24歳（1986年）       | まるで雪など降らなかったかのように                                              | 2012年3月                                |
| 第27回（4月）       | 最終選考通過作品なし                 | 最終選考通過作品なし | 最終選考通過作品なし                                                            | 最終選考通過作品なし                     |
| 第28回（5月）       | 最終選考通過作品なし                 | 最終選考通過作品なし | 最終選考通過作品なし                                                            | 最終選考通過作品なし                     |
| 第29回（6月）       | 最終選考通過作品なし                 | 最終選考通過作品なし | 最終選考通過作品なし                                                            | 最終選考通過作品なし                     |
| 第30回（7月）       | 最終選考通過作品なし                 | 最終選考通過作品なし | 最終選考通過作品なし                                                            | 最終選考通過作品なし                     |

## カバーアート部門受賞作
第1回〜第10回までは「イラスト部門」。第11回以降「カバーアート部門」。
賞の特色である生年も付す（生年が分からない場合は、応募時の年齢）。
| 回（発表年月）                     | 受賞者                   | 生年                 | タイトル               | カバーアート担当年月 |
| ---------------------------------- | ------------------------ | -------------------- | ---------------------- | -------------------- |
| 第1回（2009年2月）                 | 和田鳥太郎               | 29歳（1979年）       | 猫、愛を誓う           | 2009年5月            |
| 第1回（2009年2月）                 | 竹谷嘉人                 | 25歳（1983年）       | 交差点                 | 2009年5月、2010年5月 |
| 第1回（2009年2月）                 | Mig                      | 20歳                 | たいいくの時間         |                      |
| 第1回（2009年2月）                 | ホンダアキ子             | 20歳（1989年）       | 仲良し                 | 2009年9月            |
| 第2回（3月）                       | 無我夢中                 | 24歳                 | Damage Dealer          |                      |
| 第2回（3月）                       | 齋藤淳                   | 20歳                 | ばうわう               |                      |
| 第3回（4月）                       | 浅見喬                   | 21歳（1987年）       | （※タイトルなし）      | 2009年7月            |
| 第4回（5月）                       | 岡村礼菜                 | 25歳（1983年）       | 父ちゃんの仕事中       | 2010年3月            |
| 第4回（5月）                       | にしたか                 | 18歳（1990年）       | 迫る何か               | 2009年8月            |
| 第4回（5月）                       | 房野聖                   | 21歳（1987年）       | ALICE〜奇怪な物語〜    | 2009年11月           |
| 第5回（6月）                       | 富岡二郎                 | 22歳（1986年）       | 団地                   | 2009年8月            |
| 第5回（6月）                       | 松尾ピルクル             | 24歳                 | 今日はそんなに寒くない |                      |
| 第6回（7月）                       | 浅川慎一郎               | 27歳（1981年）       | 六本腕                 | 2010年1月            |
| 第6回（7月）                       | 七生（七生えりに改名）   | 21歳（1988年）       | 物語かたり             | 2009年10月           |
| 第7回（8月）                       | 最終選考通過作品なし     | 最終選考通過作品なし | 最終選考通過作品なし   | 最終選考通過作品なし |
| 第8回（9月）                       | YM                       | 20歳                 | ぼくのまちを紹介します |                      |
| 第8回（9月）                       | いでたつひろ             | 25歳（1984年）       | 生涯書生               | 2009年11月           |
| 第9回（10月）                      | トモ                     | 24歳（1984年）       | よくない夢             | 2010年3月            |
| 第10回（11月）                     | 山代政一                 | 28歳（1980年）       | 平気な顔で             | 2010年2月            |
| 第11回（12月）                     | ウミヱイコ               | 25歳                 | ししまう               |                      |
| 第12回（2010年1月）                | 最終選考通過作品なし     | 最終選考通過作品なし | 最終選考通過作品なし   | 最終選考通過作品なし |
| 第13回（2月）                      | 最終選考通過作品なし     | 最終選考通過作品なし | 最終選考通過作品なし   | 最終選考通過作品なし |
| 第14回（3月）                      | kubo（久保いさこに改名） | 21歳                 | assort                 | 2010年8月            |
| 第15回（4月）                      | 最終選考通過作品なし     | 最終選考通過作品なし | 最終選考通過作品なし   | 最終選考通過作品なし |
| 第16回（5月）                      | 長山千春 【奨励賞】      | 19歳                 | エンジェル             |                      |
| 第17回（6月）                      | 最終選考通過作品なし     | 最終選考通過作品なし | 最終選考通過作品なし   | 最終選考通過作品なし |
| 第18回（7月）                      | ぷ太郎                   | 20歳                 | -                      |                      |
| 第19回（8月）                      | らいおん 【奨励賞】      | 19歳                 | -                      |                      |
| 第20回（9月）〜第30回（2011年7月） | 最終選考通過作品なし     | 最終選考通過作品なし | 最終選考通過作品なし   | 最終選考通過作品なし |

## 講談社Birthカフェ

### 第1回
講談社Birthカフェは、講談社Birthがスワンカフェ銀座店と協力して2009年10月13日〜24日に開店したカフェ。期間中は、新人イラストレーターの作品が展示され、小説家・イラストレーターを目指す人のためのイベントや、講談社Birthからデビューした新人をPRするイベントが行われた。
デビューを目指す人のためのイベント
- 持ち込みカフェ （15、17、20、23日） - 小説・イラストの持ち込みを募り、質疑応答を行った
- 小説家・イラストレーターを目指す講談社Birth世代のためのQ&A （24日）

講談社Birthおよび新人によるイベント
- 装幀家・菊地信義トークショー （16日）
- ひらたひろと「和製ぱんぐらむの世界」 （15日）
- 竹谷嘉人&虎硬「LIVEペイント」 （19日）
- 石平ひかり「幸せが飛び出す『すごろく』トーク」 （19、21日）
- 三角みづ紀「詩う朗読with パーカッション」 （20、23日）

### 第2回
2010年5月24日から6月26日まで実施された。